# Kreis Jauer

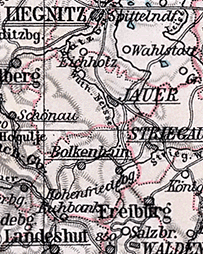
Der Kreis Jauer in den Grenzen bis 1932

Der Kreis Jauer war ein preußischer Landkreis in Schlesien, der bis auf eine kurze Unterbrechung in den 1930er Jahren von 1742 bis 1945 bestand. Sein früheres Territorium liegt heute in der Wojewodschaft Niederschlesien in Polen.

## Geschichte
Nach der Eroberung des größten Teils von Schlesien durch Preußen im Jahre 1741 wurden durch die königliche Kabinettsorder vom 25. November 1741 in Niederschlesien die preußischen Verwaltungsstrukturen eingeführt. Dazu gehörte die Einrichtung der Kriegs- und Domänenkammern in Breslau und Glogau sowie deren Gliederung in Kreise sowie die Einsetzung von Landräten zum 1. Januar 1742.
Im Fürstentum Jauer, einem der schlesischen Teilfürstentümer, wurden aus alten schlesischen Weichbildern die preußischen Kreise Hirschberg, Jauer und Löwenberg-Bunzlau gebildet. Als erster Landrat des Kreises Jauer wurde George Wilhelm von Reibnitz eingesetzt.
Der Kreis Jauer unterstand zunächst der Kriegs- und Domänenkammer Glogau. Bei der Einrichtung von vier schlesischen Regierungsbezirken im Zuge der Stein-Hardenbergischen Reformen wurde der Kreis 1815 dem Regierungsbezirk Reichenbach der Provinz Schlesien zugeordnet. Im Rahmen von Grenzregulierungen zwischen den Regierungsbezirken Liegnitz und Reichenbach wurden die Dörfer Peiswitz und Riemberg am 1. Januar 1817 aus dem Kreis Jauer in den Kreis Goldberg-Haynau umgegliedert. Nachdem der Regierungsbezirk Reichenbach bereits 1820 wieder aufgelöst worden war, wurde der Kreis Jauer dem Regierungsbezirk Liegnitz zugeordnet.

### Norddeutscher Bund/Deutsches Reich

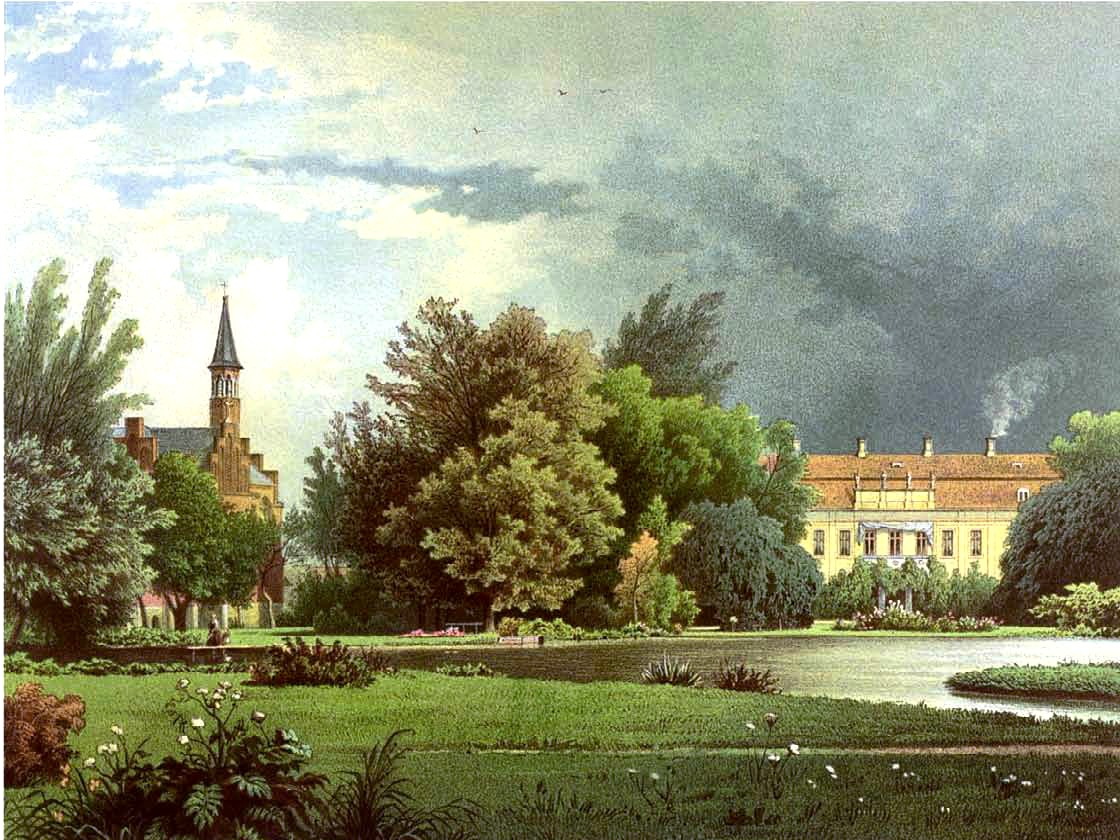
Schloss Malitsch um 1860, Sammlung Alexander Duncker

Seit dem 1. Juli 1867 gehörte der Kreis zum Norddeutschen Bund und ab dem 1. Januar 1871 zum Deutschen Reich. Zum 8. November 1919 wurde die Provinz Schlesien aufgelöst. Aus den Regierungsbezirken Breslau und Liegnitz wurde die neue Provinz Niederschlesien gebildet. Zum 30. September 1928 fand im Kreis Jauer entsprechend der Entwicklung im übrigen Preußen eine Gebietsreform statt, bei der alle Gutsbezirke aufgelöst und benachbarten Landgemeinden zugeteilt wurden.
Zum 1. Oktober 1932 wurde der Kreis Jauer aufgelöst. Die vier Gemeinden Haasel, Hänchen, Laasnig und Prausnitz wechselten in den Kreis Goldberg, während alle übrigen Gemeinden zum Landkreis Liegnitz kamen.
Am 1. Oktober 1933 wurde aus den folgenden Bestandteilen ein neuer, deutlich größerer Kreis Jauer gebildet:
- Alle Gemeinden des alten Kreises Jauer bis auf Haasel, Hänchen, Laasnig und Prausnitz
- Alle Gemeinden des 1932 aufgelösten Kreises Bolkenhain
- Die Gemeinden Ketschdorf und Seitendorf des 1932 aufgelösten Kreises Schönau

Am 1. April 1934 wechselten die Landgemeinden Alt Reichenau und Quolsdorf aus dem Kreis Jauer in den Landkreis Waldenburg. Am 1. April 1936 wurden die Gemeinden Merzdorf, Rudelstadt und Ruhbank aus dem Kreis Jauer in den Kreis Landeshut umgegliedert. 
Am 1. April 1938 wurden die preußischen Provinzen Niederschlesien und Oberschlesien zur neuen Provinz Schlesien zusammengeschlossen. Zum 18. Januar 1941 wurde die Provinz Schlesien aufgelöst. Aus den Regierungsbezirken Breslau und Liegnitz wurde die neue Provinz Niederschlesien gebildet. 
Im Frühjahr 1945 wurde das Kreisgebiet von der Roten Armee besetzt. Im Sommer 1945 wurde das Kreisgebiet von der sowjetischen Besatzungsmacht gemäß dem Potsdamer Abkommen unter polnische Verwaltung gestellt. Im Kreisgebiet begann daraufhin der Zuzug polnischer Zivilisten. In der Folgezeit wurde die deutsche Bevölkerung größtenteils aus dem Kreisgebiet vertrieben.

## Einwohnerentwicklung
| Jahr | Einwohner | Quelle |
| ---- | --------- | ------ |
| 1795 | 23.884    | [ 10 ] |
| 1819 | 23.874    | [ 11 ] |
| 1846 | 31.045    | [ 12 ] |
| 1871 | 33.601    | [ 13 ] |
| 1885 | 35.118    | [ 14 ] |
| 1900 | 35.398    | [ 15 ] |
| 1910 | 36.143    | [ 15 ] |
| 1925 | 34.487    | [ 16 ] |
|      |           |        |
| 1939 | 58.717    | [ 16 ] |

## Landräte
1742–176500George Wilhelm von Reibnitz
1765–178000Wilhelm Diprand von Richthofen
1780–179100Carl Friedrich Wilhelm von Reibnitz
1791–180200Johann Christian von Normann
1809–181300Joseph Bernhard August Gebel
0000–182100von Engelmann
1821–183100Carl von Hugo
1831–183900Karl von Richthofen (1787–1841)
1839–185100Karl von Czettritz
1851–188800Guido von Skal
1888–189600Carl von Richthofen
1896–192300Konstantin von Geyso (1861–1927)
1923–192700Hans Heinz von Wangenheim
1927–193200Heinrich Lorenz
1933–193400Claus von Bismarck
1934–194200Karl Christian zur Lippe-Weißenfeld
19430000000Hermann Zwicker
1943–194400Ernst Langer
1944–000000Otto Ernst Bartel

## Kommunalverfassung
Der Kreis Jauer gliederte sich seit dem 19. Jahrhundert in Städte, Landgemeinden und Gutsbezirke. Mit Einführung des preußischen Gemeindeverfassungsgesetzes vom 15. Dezember 1933 gab es ab dem 1. Januar 1934 eine einheitliche Kommunalverfassung für alle preußischen Gemeinden. Mit Einführung der Deutschen Gemeindeordnung vom 30. Januar 1935 trat zum 1. April 1935 im Deutschen Reich eine einheitliche Kommunalverfassung in Kraft, wonach die bisherigen Landgemeinden nun als Gemeinden bezeichnet wurden. Eine neue Kreisverfassung wurde nicht mehr geschaffen; es galt weiterhin die Kreisordnung für die Provinzen Ost- und Westpreußen, Brandenburg, Pommern, Schlesien und Sachsen vom 19. März 1881.

## Gemeinden
Der Kreis umfasste zuletzt drei Städte und 71 Landgemeinden:
| - Alt Jauer - Alt Röhrsdorf - Arnoldshof - Baritsch - Bersdorf - Blumenau - Bohrauseifersdorf - Bolkenhain, Stadt - Börnchen - Bremberg - Dätzdorf - Dittersdorf - Dornberg - Einsiedel - Falkenberg - Giesmannsdorf - G irlachsdorf - Gräbel - Groß Neudorf | - Halbendorf - Hausdorf - Hennersdorf - Herrmannsdorf - Hertwigswaldau - Herzogswaldau - Hohenfriedeberg, Stadt - Hohenhelmsdorf - Hohenpetersdorf - Jägendorf - Jakobsdorf b. Jauer - Jauer, Stadt - Kalthaus - Kauder - Ketschdorf - Klonitz - Kolbnitz - Kunzendorf am Großhau - Langhelwigsdorf | - Leipe - Lobris - Malitsch - Merzdorf b. Jauer - Mochau - Möhnersdorf - Moisdorf - Neu Reichenau - Nieder Baumgarten - Nimmersath - Ober Baumgarten - Ober Hohendorf - Ober Rohnstock - Oberlauterbach - Peterwitz - Poischwitz - Polkau - Pombsen - Profen | - Reppersdorf - Rohnstock - Schlaup - Schweinhaus - Seckerwitz - Seichau - Seitendorf - Semmelwitz - Simsdorf - Streckenbach - Thomasdorf - Triebelwitz - Wederau - Weidenwerder - Willmannsdorf - Wolmsdorf - Würgsdorf |

Bis 1938 verloren die folgenden Gemeinden ihre Eigenständigkeit:
- Nieder Kunzendorf, am 1. Oktober 1936 zu Kunzendorf am Großhau
- Nieder Poischwitz, 1922 zu Poischwitz
- Ober Kunzendorf, am 1. Oktober 1936 zu Kunzendorf am Großhau
- Schollwitz, am 1. April 1937 zu Simsdorf
- Schweinz, am 1. April 1939 Hohenfriedberg
- Siebenhuben, am 30. September 1928 zu Jakobsdorf
- Wiesau, am 1. November 1935 zu Alt Röhrsdorf

## Ortsnamen
in den Jahren 1936/1937 wurden die Namen von zwei Gemeinden geändert:
- Skohl → Weidenwerder
- Tschirnitz → Dornberg

## Persönlichkeiten
- Bruno Bräuer (1893–1947), aus Willmannsdorf, General der Fallschirmtruppe im Zweiten Weltkrieg